# Saint-Andéol (Drôme)
Saint-Andéol – miejscowość i gmina we Francji, w regionie Owernia-Rodan-Alpy, w departamencie Drôme.
Według danych na rok 1990 gminę zamieszkiwały 23 osoby, a gęstość zaludnienia wynosiła 2 osób/km² (wśród 2880 gmin regionu Rodan-Alpy Saint-Andéol plasuje się na 1592. miejscu pod względem liczby ludności, natomiast pod względem powierzchni na miejscu 1012.).